# WS-125
WS-125 var ett atomdrivet bombflygplan som började utvecklas av USA under kalla kriget, men kom aldrig bortom planeringsstadiet, och resulterade aldrig i någon flygfärdig prototyp. Programmet inleddes 1954 och stoppades 1961 av John F. Kennedy.